# Бородицкая, Марина Яковлевна
Мари́на Я́ковлевна Бороди́цкая (род. 28 июня 1954, Москва) — русская поэтесса, переводчица поэзии, автор книг для детей.

## Биография
Закончила МГПИИЯ им. Мориса Тореза (1976). Работала гидом-переводчиком, преподавала в школе. Дебютировала как переводчик в 1978 в журнале «Иностранная литература». Член Союза писателей СССР (1990). Член гильдии «Мастера литературного перевода» (2005). Почти 20 лет М. Бородицкая ведет на Радио России авторскую передачу для старшеклассников «Литературная аптека». Живёт в Москве.

## Переводы
Перевела с английского поэму Джеффри Чосера «Троил и Крессида», стихи Р. Геррика, Д. Донна, Р. Бёрнса (стихи и песни в кн. «Роберт Бернс. Собрание поэтических произведений» 1999), Р. Браунинга, Р. Л. Стивенсона, Р. Киплинга, Честертона (стихи и баллады в кн. «Г. К. Честертон. Избранные произведения в трех томах» 1990), Милна, Кэрролла, Роберта Фроста, В. Гюго (с французского) и др.
Либретто Тима Райса к рок-опере «Иисус Христос — суперзвезда» — перевод М. Бородицкая и Г. Кружков.

## Книги стихов
- Я раздеваю солдата (1995)
- Одиночное катание (1999)
- Год лошади (2002)
- Оказывается, можно (2005)
- Прогульщик и прогульщица (2007)
- Ода близорукости (2009)
- С музыкой и пением (2011)
- Крутится-вертится (2013)
- Амур на подоконнике (2013)

## Книги для детей
- Давайте мириться! (1985)
- На кого же он похож? (1988)
- Последний день учения (1989)
- Синяя сказка (1990)
- Перелётный штукатур (1991)
- Азбука (1999)
- Песенки. Стихи. Считалки (1997)
- Ракушки (2001)
- Телефонные сказки Маринды и Миранды (2001)
- Колдунье не колдуется (2002)
- Куча-мала (2002)
- Думай, думай, голова! (2004)
- Колдунье не колдуется (2004)
- Медвежья школа (2004)
- Убежало молоко (2005)
- Джулия Дональдсон. Груффало (перевод) (2005)[3]
- Джулия Дональдсон. Дочурка Груффало (перевод) (2006)[4]
- Джулия Дональдсон. Улитка и кит (перевод) (2006)
- Прогульщик и прогульщица (2007)
- Джулия Дональдсон. Человеткин (перевод) (2012)
- «Бумажный зонтик», «Щенок Мартын и другие», «Новогодняя книжка» (2014)
- Майкина книжка (2015)

## Признание
Диплом Британского совета за двухтомник А. Гарнера (1997). Премия Британского совета «Единорог и лев» (2006). Премия «Мастер» за книгу «Английские „поэты-кавалеры“ XVII века» (2010). Премии им. Корнея Чуковского (2007), им. С. Маршака (2008) и «Алые паруса» (2008, за книгу «Прогульщик и прогульщица»). Почётный диплом Международной премии имени Х. К. Андерсена за переводы английской поэзии (2013). Поэтический диплом «Московский счёт» (2005 и 2013) за «Оказывается, можно» и «Крутится-вертится». Переводческая премия «Инолиттл» журнала «Иностранная литература» (2007).